# (8722) Schirra
(8722) Schirra (1996 QU1) – planetoida z pasa głównego asteroid okrążająca Słońce w ciągu 3,69 lat w średniej odległości 2,39 au. Odkryta 19 sierpnia 1996 roku.